# Broederband (boekenreeks)
Broederband is een boekenreeks van de Australiër John Flanagan. De reeks telt negen boeken waaronder twee trilogieën. De reeks speelt zich in hetzelfde fictieve universum af als de boekenreeks De Grijze Jager van dezelfde auteur.

## Overlapping vanDe Grijze Jager
Broederband is een reeks die zich in dezelfde wereld afspeelt als De Grijze Jager, maar er zijn verschillen. Het grootste verschil is dat de oorspronkelijke Grijze Jager-serie zich voornamelijk in Araluen afspeelde als land waar alles om draaide, en dat het land in kwestie in Broederband nu Skandia is. Dit zorgt ook voor een verschuiving van personages: van Aralueense naar Skandische.
In het tiende boek van De Grijze Jager, De keizer van Nihon-Ja, wordt er gewag gemaakt van Broederband. De skirl Gundar heeft aanpassingen laten doen aan zijn schip en wanneer Will, Alyss en de anderen ernaar vragen, zegt hij dat "een halve Skandiër, halve Aralueen" op het idee is gekomen. Zo geraken de schepen sneller vooruit. In Broederband wordt dit idee verder uitgewerkt en blijkt dat de Skandiër/Aralueen een jongen is genaamd Hal. Vanwege zijn Aralueense afkomst, heeft hij ook strategisch inzicht en doet hij dikwijls uitvindingen.
De ontwikkelingen van beide reeksen lijken op een aantal vlakken nogal op elkaar. Zo wordt in beide reeksen het eerste boek gebruikt als een soort inleiding op de grote verhaallijn die volgt in de volgende boeken. Bovendien ligt in die eerste boeken ook erg de nadruk op de ontwikkeling van de personages en hun leerperiodes. Nadien gaan ze dan echte reizen maken en verre avonturen beleven. Doorheen deze avonturen spelen ook personages mee uit De Grijze Jager-reeks.
Tot en met het vierde Broederband-boek moest er wat met een slag naar gegooid worden waar in de tijd de twee reeksen nu juist bij elkaar aansluiten, maar in het vijfde boek, De Schorpioenberg, wordt er even duidelijk informatie gegeven over wanneer dat boek zich afspeelt. Er wordt namelijk vermeld door Koning Duncan dat Cassandra 1 jaar geleden trouwde. Dat betekent dat het vijfde boek 1 jaar na De Grijze Jager 11 (De Verloren Verhalen) afspeelde. In dat boek wordt ook verwezen naar de tijd waarin Erak gevangen werd gehouden door de Arridi. Die gebeurtenissen speelden zich af voor de Broederband-reeks, wat wil zeggen dat het eerste boek in deze reeks zich ten vroegste tijdens De Grijze Jager 5 en 6 (De Magiër van Macindaw en Het Beleg van Macindaw) kan afspelen. (Er moet rekening gehouden worden met het feit dat De Grijze Jager 7 (Losgeld voor Erak) zich afspeelt voor 5 en 6.)
Naast in deel 10 van de Grijze Jager komt Broederband ook voor in deel 13 & 14 (De Clan van de Rode Vos & Het Duel bij Araluen). Hier zoekt prinses en tegelijkertijd Grijze Jager-leerling Maddie de broederband van Hal op om kasteel Araluen te bevrijden van opstandelingen die het kasteel hebben ingenomen.

## Boeken
Broederband is een reeks die uit negen boeken bestaat; de eerste 5 boeken zijn een trilogie en een tweeluik.

### De Outsiders
Dit boek is het eerste boek van de eerste verhaallijn in de reeks, die gevormd wordt door een trilogie.
In Skandia worden jongens, wanneer ze ongeveer zestien jaar oud zijn, in groepen onderverdeeld die men "broederband" noemt. Onder leiding van een trainer leren deze jongemannen vechten, navigeren op zee en veel meer, om later een echte Skandiër te worden.
Dit jaar zijn er echter te veel jongens om de gebruikelijke twee broederbanden te vormen, en daarom wordt besloten om een derde te maken. Deze derde broederband, die bestaat uit de jongens die geen van de andere broederbanden wil hebben vanwege hun mindere capaciteiten enz., komt onder leiding te staan van Hal  Mikkelson die het bijzondere schip de reiger heeft gemaakt. Hal, die aan de rand van de maatschappij staat omdat hij een halve Aralueen is (zijn moeder was vroeger een Aralueense slavin), heeft totaal geen zin om dat zootje ongeregeld te leiden, maar er zit niets anders op.
Tijdens hun training moeten ze het opnemen tegen de andere broederbanden en Hal begint door te krijgen dat iedereen in de groep toch wel zijn nut heeft. Een lang en stil gevecht tussen de broederbanden begint, zonder dat Hal en de anderen weten dat piraten op Skandia af komen met één bepaald doel.

### De Indringers
Hal, Thorn en de rest van de Reigers, Hals broederband, zitten Zavac achterna, de piraat die de Andomal heeft gestolen. Ze moeten echter uitwijken voor een storm. Zavac kan eerder weg met zijn schip en krijgt zo een grote voorsprong. Terwijl ze wachten tot het weer opklaart en de zee kalm wordt, gaan ze verder met hun training en vindt Hal nog enkele dingen uit die hen moeten helpen op de jacht naar Zavac.
Zavac ondertussen, dringt het stadje Limmat binnen - hij heeft gehoord dat er een verborgen smaragdmijn is, en die smaragden wil hij in handen krijgen. Hij verjaagt - en doodt - de inwoners, die op wraak zinnen. De grootvader van het bloedmooie meisje Lydia wordt vermoord door een van de mannen van Zavac.
Lydia gaat met de Reigers mee om wraak te nemen op Zavac. Dit zorgt soms voor wat jaloerse momenten aangezien Hal en Stig allebei een oogje op haar hebben.
Wanneer Hal en zijn vrienden verder trekken, stoten ze per toeval op iemand die hen informatie kan verschaffen over Zavac. Hij blijkt recht onder hun neuzen te zitten...
Bijgestaan door meerdere partijen, binden Hal en de rest de strijd aan met Zavac. Kunnen ze overwinnen, overleven en de Andomal terug in eigen handen krijgen?

### De Jagers
Zavac heeft een grote voorsprong en weet zich te verschuilen in een citadel. Daar wacht hij de komst af van zijn vijanden, de Skandiërs...
Ondertussen zijn Hal en zijn vrienden op zoek naar deze piraat, die nog steeds de Andomal in zijn bezit heeft. Het lijkt erop dat Rikard, de schipper, Zavacs vroegere bondgenoot, hen kan vertellen waar ze Zavac kunnen vinden, maar is deze man wel te vertrouwen?
Ze komen aan bij het stadje waar alle piraten komen na hun strooptocht en maken Zavac boos door te zeggen dat hij iets niet heeft afgegeven wat hij moest afgeven.
En als ze dan eindelijk oog in oog komen te staan met Zavac, zullen de Reigers dan de Andomal terug te pakken krijgen en die naar Skandia kunnen brengen, of zal Zavac hen allemaal overwinnen en uitmoorden?

### De Slaven Van Socorro
Dit is het vierde Broederband-boek - oftewel het eerste deel in de tweede verhaallijn, die bestaat uit twee boeken.
Hal en zijn Reigers zijn terug naar Skandia gekeerd nadat ze Zavac en zijn helpers hebben verslagen en de Andomal hebben heroverd. Nu hun eer gered is, kunnen ze zich concentreren op een nieuwe vijand: Tursgud. De leider van de Haaien-broederband is van een oude rivaal in een verbitterde vijand veranderd. Nu is Tursgud een piraat en slavenhandelaar geworden. Nadat Tursgud 12 Araluenen heeft gevangengenomen om als slaven te verkopen, besluiten de Reigers om actie te ondernemen... samen met een van de beste Grijze Jagers van Araluen, Gilan!

### De Schorpioenberg
Koning Duncan van Araluen heeft een dringende opdracht voor Hal en zijn broederband de Reigers. De moordaanslag op zijn dochter, prinses Cassandra, is weliswaar verijdeld, maar de koning is bang dat de daders - leden van de gevreesde Schorpioensekte - niet zullen rusten voordat ze hun opdracht hebben vervuld. De Reigers gaan samen met Grijze Jager Gilan naar de woestijn van Arrida, op zoek naar de leider van de sekte. Kan Gilan hem verslaan, kunnen Hal en zijn vrienden voorkomen dat de prinses alsnog wordt vermoord?

### De Spookgezichten
De Reigers belanden op onbekend land. Nadat ze vriendschap sluiten met de plaatselijke bevolking krijgen ze te maken met een vijandige stam genaamd "De Spookgezichten".

### De Caldera
Olaf, de vader van Stig die vroeger leider was van een broederband maar is gaan lopen nadat hij de buit had gestolen, vertelt dat de zoon van de keizerin van Byzantos is gekidnapt door piraten. Olaf moet hem redden, maar heeft daar wel een schip met bemanning nodig. Al zijn hoop is gevestigd op de Reigers.

### De terugkeer van de Temujai
In het achtste deel wordt Skandia aangevallen door het steppevolk de Temujai uit het oosten. De toegangswegen door de bergen worden met hand en tand verdedigd, maar wat als de Temujai een andere weg vinden? Obeljarl Erak stuurt Hal en zijn bemanning op onderzoek uit om de Temujai te stoppen, tegen elke prijs. Hoe zal de strijd verlopen tussen de Skandiërs en de gevaarlijke Temujai?

### De jacht op de Wolfswind
Piraten zijn 's nachts tijdens een groot feest de haven van Hallasholm binnengeslopen. Ze laten een spoor van vernieling achter: geen schip blijft heel. De Wolfswind - de trots van oberjarl Erak - nemen ze mee. Zonder het grootste schip van de Skandische vloot zijn de beschermers van de Stormwitzee stuurloos, en kunnen de piraten ongestraft roven en plunderen. Gelukkig is de Reiger ongedeerd gebleven. Hal en zijn kleine vastberaden bemanning gaan op jacht om Eraks wolvenschip te vinden en terug te stelen van de woeste piraten.

## Personages
- Hal Mikkelson is de leider van de Reigers. Hij is half Skandiër en half Aralueen. Dat zorgt er waarschijnlijk voor dat hij veel meer strategisch inzicht heeft dan andere Skandiërs én dat hij door alles geïntrigeerd is en constant nieuwe dingen uitvindt. Hals vader is jaren geleden gestorven en zijn moeder is nu geen slavin meer, maar leeft als normale vrouw in Skandia. Hal ontdekt dat er betere en snellere manieren zijn om te varen op zee, iets wat later door andere Skandiërs zal overgenomen worden (zie De Grijze Jager Boek 10: De Keizer van Nihon-Ja). Hal is, op zijn zestiende, waarschijnlijk een van de jongste skirls (kapiteins) ooit. Zijn schip, de Reiger, is zijn creatie. Het lijkt erop dat Hal gevoelens ontwikkelt voor Lydia. Maar zijn vriend Stig wordt ook verliefd op haar.
- Thorn was de beste vriend van Hals vader, Mikkel. Maar toen die overleed in een plundertocht waardoor hij op het laatst waar het leek dat ze gewonnen hadden getroffen werd door een speer net toen hij zijn arm omhoog deed door een dorpeling die dacht stoer te doen ging het bergafwaarts met Thorn: hij waste zich niet, begon te drinken, leidde een eenzaam leven,... Bovendien was Thorn na het gevecht waar Mikkel stierf zijn hand kwijtgeraakt, doordat de mast kapotging en hij daarbij met zijn arm in de touwen verstrikt raakte waardoor erak zijn hand eraf moest hakken want het was een kwestie van leven of dood want thorn zou namelijk mee getrokken worden in de zee, wat hem helemaal brak. Thorn was namelijk drie jaar achter elkaar de Maktig geweest: de sterkste en machtigste krijger van heel Skandia, iets dat nooit eerder is voorgekomen. Thorn houdt zielsveel van Hal en het was onder andere voor Hal dat hij stopte met drinken. Hal schenkt hem een cadeau, waardoor hij gedeeltelijk opnieuw zijn afgehakte arm kan gebruiken. Thorn was geen lid van de Broederband de Reigers, hij werd een lid van de broederband in het derde boek. Thorn houdt ervan om Lydia te plagen, hij doet dit omdat hij aan haar gehecht is maar dat ziet iedereen behalve Lydia zelf. Thorn heeft later een relatie met de moeder van Hal, Karina.
- Stig Olafson is Hals beste (en in het begin enige) vriend. Dit komt omdat ook Stig als buitenstaander wordt beschouwd, door een misdaad die zijn vader Olaf beging. Stig raakt makkelijk zijn zelfbeheersing kwijt, maar doorheen de reeks leert hij hoe hij zich moet inhouden. Stig wordt verliefd op Nina in het eerste boek. Later wordt hij verliefd op Lydia maar in boek 6 'de spookgezichten' wordt Stig hopeloos verliefd op het mooie Mawag meisje Tecumsa, maar dat meisje werd later vermoord door een spookgezicht. Stig is eerste stuurman op de Reiger.
- Ingvar is een Skandische jongen zo sterk als een beer. Hij is ontzettend groot zwaar en sterk, maar heeft slechte ogen en kan daardoor niet goed zien, niet verder dan een meter. Hij beschouwt zichzelf dan ook dikwijls als een blok aan het been bij de rest van de groep, totdat Hal de Morzel uitvindt: een grote kruisboog, op de boeg van het schip bevestigd, die enkel Ingvar kan bedienen. De rest van de bemanning is niet sterk genoeg. Hal heeft voor hem een bril laten maken. Twee ronde schijven van schildpadschild met in het midden een klein gaatje. Om dat gaatje zitten nog 12 gaatjes. Ingvar vindt het geweldig dat hij weer kan zien. Omdat Ingvar weer kan zien, geeft Thorn hem een hellebaard. Thorn traint hem om met dat wapen te kunnen vechten. Ingvar is erg goed met het hanteren van zijn hellebaard.
- Jesper is een ander lid van de Reigers. Hij is van oorsprong een dief. Die "job" zorgt ervoor dat hij heel snel kan rennen, sneller dan wie ook van de Reigers. Hij kan ook goed in zijn omgeving opgaan; hierin lijkt hij wel wat op de Grijze Jagers. Samen met Stefan hijst hij de zeilen op de Reiger.
- Edvin is nog een van Hals vrienden. Hij kan goed koken en heeft tijdens de broederbandtraining extra lessen in verzorging (EHBO) genomen. Hij is de stilste maar wel de op een na slimste op de Reiger (na Hal).
- Stefan staat bekend als de mimiek van de Reigers. Hij kan met zijn stem wie dan ook nadoen - je hoort het verschil niet. Dat zorgt dikwijls voor grappige situaties, vooral wanneer hij Ulf of Wulf nadoet. Samen met Jesper hijst hij de zeilen op de Reiger
- Ulf en Wulf zijn een tweeling en hebben over alles ruzie. Ze lijken zo erg op elkaar dat zelfs hun eigen ouders hen niet uit elkaar kunnen houden. Bovendien zitten ze de hele tijd te bekvechten, meestal over de meest onbenullige zaken. Enkel Hal kan hen onder controle houden, hoewel dat soms wel onder bedreiging gebeurt, dat Ingvar ze een handje helpt om te stoppen met ruziemaken. Zij reven het zeil aan boord. Ulf wordt tijdens een gevecht neergestoken in zijn zij. Wulf is daarom heel erg verdrietig, hij denkt dat Ulf gaat sterven.  Edvin probeert Ulf te helpen, maar Ulf heeft veel bloed verloren. Gelukkig heeft Selethen iemand gevraagd om zijn tabibs te halen. De tabibs genezen Ulf. In die tijd dat Ulf aan het genezen is, zegt Wulf dat hij Ulfs energie voelt.
- Lydia is een meisje dat in Limmat woonde. Toen Zavac de stad aanviel, werd haar grootvader - Lydia's enige familielid - gedood. Lydia sluit zich hierop bij de Reigers aan, die haar op zee vinden in het bootje waarmee ze ontsnapte. Ze kan zeer goed overweg met een atlatl: een soort werpwapen met pijlen. Het lijkt erop dat ze gevoelens ontwikkelt voor Hal. Maar ze twijfelt nog over haar gevoelens want ze vindt Stig ook leuk. Ze beseft dat ze ooit een keuze tussen hen moet maken maar dat ze dat veel te moeilijk vindt. In "de schorpioenberg" ontmoet ze prinses Cassandra (Evanlyn) en ze raakt goed bevriend met haar.
- Karina is de moeder van Hal, zij heeft Thorn vroeger een tweede kans gegeven door bij haar in het eethuis te gaan werken, zo hielp ze Thorn te stoppen met drinken. Karina heeft later een relatie met Thorn.
- Svengal komt, net als Erak, al voor in De Grijze Jager. Hij is nu de skirl van de Wolfswind, Eraks oude schip. Op bevel van Erak gaat hij de Reigers achterna om hen te helpen, maar moet na de strijd in Limmat achterblijven omdat zijn schip te zwaar beschadigd is.
- Erak Stervolger speelt dus ook mee in De Grijze Jager. Hij is ook in deze reeks de oberjarl en maakt nog graag een vaart met de Wolfswind. Svengal merkt in het tweede boek op tegen Hal dat Erak zich waarschijnlijk meer zorgen maakt om zijn schip dan om Svengal.
- Tursgud is de leider van de Haaienbroederband en de grootste tegenstander van de Reigers in het eerste boek. Hij is een gevaarlijke Skandiër, die geen geweld schuwt en weleens de regels durft overtreden. Bovendien is hij ook wreed en arrogant. Dit komt doordat zijn vader de "Maktig" is. Zijn arrogantie leidt ertoe dat bijna iedereen hem haat, zelfs in zijn eigen broederband. In het vierde boek geeft zijn vader hem een eigen schip. Hij en zijn mannen worden echter piraten en slavenhandelaars.
- Rollond is de leider van de Wolvenbroederband. Hij komt goed overeen met de Reigers, maar helaas moeten hij en zijn mede-Wolven de strijd opgeven. Ze worden gediskwalificeerd omdat hun schip kapotgaat tijdens een opdracht bij de broederbandtraining. In het vierde boek wordt hij verliefd op Lydia, maar zij moet niets van hem weten. In boek vijf is hij verloofd met Frieda.
- Barat is de leider van de Limmataanse rebellen. Hij heeft totaal geen vertrouwen in Hals plannen en probeert constant tegenwerpingen te maken en zijn gezag te ondermijnen. Hij wordt door bijna iedereen geminacht, o.a. vanwege zijn arrogantie, zelfs door een aantal van zijn eigen mannen. Op het einde van het tweede boek stelt hij dat Lydia zijn vrouw zal worden. Lydia, die dat totaal niet ziet zitten, vlucht met de Reigers, Zavac achterna.
- Zavac, is de grote slechterik. Hij steelt de Andomal van de Skandiërs, hun grootste heiligdom. Hal en de andere Reigers, die de Andomal moesten bewaken maar hierin faalden, achtervolgen hem sindsdien. Zavac schuwt geen doodslag, moord, omkoperij of wat dan ook. Hij is een Magyaraan, en zoals velen van zijn volk een piraat. De Magyaranen hebben over het algemeen geen al te beste reputatie, maar Zavac slaat alles. Zavac is de eigenaar van het piratenschip de Raaf, dat helemaal zwart geschilderd is - helemaal in de stijl van Zavacs hart.
- Mihaly is de korpaljo, een soort burgemeester, van Raguza. Hij straft Zavac omdat hij de leugens van de Reigers gelooft en organiseert een duel waarin Zavac sneuvelt.
- Doutro is de grootmeester, een soort burgemeester, van Bayrath. Hij laat zich omkopen door Zavac om de Reigers in de gevangenis te gooien. Ook vraagt hij veel tol om op de rivier de Dan te mogen varen.
- Rikard is de vroegere eerste stuurman van de Pijlstaart. In Limmat wordt hij gevangengenomen door Thorn.
- Mannoc is Skirl van de Arend, hij begeleidt handelsschepen op de Dan.
- Lotte komt in het eerste boek voor en is verliefd op Hal. Tursgud is daarom erg jaloers op Hal. Als ze merkt dat Hal meer iets voor Lydia voelt, wordt ze jaloers.
- Nina komt enkel in het eerste boek voor. Ze is de beste vriendin van Lotte en is verliefd op Stig. Later wordt ze net als Lotte jaloers op Lydia omdat Stig meer aandacht voor Lydia heeft dan voor haar.
- Kloef is een grote berghond die mensen die verdwaalden in de bergen moet redden. Ze komt voor het eerst in het vierde boek voor. Hal heeft haar tegen de wil van zijn moeder in huis genomen. Wanneer de Reigers in het vierde boek naar Araluen gaan, komt Kloef mee. Kloef heeft de vervelende gewoonte om alles wat zij tegenkomt kapot te bijten. Daardoor is ze niet een van de favoriete dieren van Erak, want Kloef heeft een voorkeur voor Eraks spullen. Ze is vaak een grote hulp voor de Reigers.
- Ophelia komt voor in het vierde boek. Zij is een van de twaalf Aralueense slaven die door de Reigers werden bevrijd. Op het feest dat voor de Reigers wordt gegeven aan het einde van het boek bedankt ze Hal en zegt dat ze hem geweldig vindt. Ophelia geeft hem daarna een kus, wat tot jaloezie van Lydia leidt.
- Pedr zit samen met de Reigers in deel 3 in de gevangenis van Bayrath omdat hij valsspeelde met gokken.
- Gilan is een grijze jager en een vroegere leerling van Halt, hij ontmoet de reigers in boek 4 en gaat samen met hen naar kasteel Araluen in boek 5.
- prinses Cassandra voor sommigen beter bekend als Evanlyn wordt bedreigd door de schorpioensekte, de reigers moeten haar helpen en beschermen. Ze heeft verschillende gemeenschappelijke eigenschappen met Lydia en gaat ook samen met haar, Ulf, Wulf, Stig, Thorn en Kloef jagen.
- Milly is een bediende op kasteel Araluen, ze was de persoonlijke bediende van Hal en was daar heel blij om want ze vond Hal heel knap en vriendelijk.
- Filip Bloedrood is de kapitein van het schip Istfana. Hij is een Helenees en hij werkt samen met Iqbal.
- Iqbal is de broer van Yusal. Omdat Yusal gehandicapt werd door prinses Cassandra, wordt Iqbal de nieuwe leider van hun stam: de Tualaghi. Iqbal wil wraak nemen op de prinses dus heeft hij een tolfah gevraagd aan de Shurmel.
- de Shurmel is de leider van de schorpioensekte. Hij is meer dan twee meter lang. De Shurmel heeft een groot tweehandig zwaard. Hij is ook erg sterk.
- Tecumsa is een meisje uit de Mawagstam. Ze is erg knap, heeft donker haar dat ze in twee vlechten draagt en donkere ogen. Ze wordt verliefd op Stig en begint een relatie met hem. Tijdens de strijd met de spookgezichten beschermt ze de vrouwen en kinderen van haar stam door een spookgezicht aan te vallen met een speer. Ze wordt verwond door het spookgezicht en sterft in Stig's armen, wat Stig gebroken achterlaat. Op haar begrafenis krijgt ze de naam Vogel van het Woud.
- Mohegas is de leider van de Mawagstam. Hij sluit vriendschap met de Reigers en is hen eeuwig dankbaar voor hun hulp bij de strijd tegen de spookgezichten.
- Orvik is een Skandiër die na een schipbreuk met enkele leden van zijn bemanning aanspoelde op het eiland van de Mawags. Zijn bemanningsleden werden daar door de spookgezichten vermoordt en hij bleef nadat hij kon ontsnappen als enige overlevende over. Hij ontmoet de Mawagsen en mag bij hen blijven wonen. Orvik leerde de Mawags de gemeenschappelijke taal te spreken. Toen de Reigers op het eiland aankwamen, woonde hij daaral 12 jaar. Orvik stierf tijdens de strijd met de spookgezichten.
- Simsinnet is een Van de beste Mawagkrijgers. Hij was verliefd op Tecumsa en werd dus erg jaloers op Stig. Hij verloor het duel met Stig om de hand van Tecumsa. Hierna sloot hij vrede met Stig en ontstond er een goede vriendschap.
- Olaf Attelson is de vader van Stig. Hij is erg arrogant en denkt alleen aan zichzelf. Voor het eerste deel is hij met het geld van zijn scheepsmaten gevlucht omdat hij gokschulden had. Daardoor groeide Stig alleen op bij zijn moeder, een wasvrouw, op en had hij veel woedeaanvallen voor zijn training.
- Duncan is de koning van Araluen, vader van prinses Cassandra. In het 5de boek is hij bezorgd over zijn dochter omdat ze wordt achtervolgd door huurmoordenaars van een kwaadaardige sekte.

## Plaatsen

### Steden
- Hallasholm is de hoofdstad van Skandia. Dit is waar Erak regeert over Skandia. Het is de thuisstad van de Reigers.
- Schuilbaai hier schuilden de Reigers voor een grote storm tijdens hun achtervolging op Zavac die de Andomal had gestolen.
- Skegal is een klein handelsdorpje waar de Reigers tijdens hun achtervolging op Zavac stoppen om etenswaren en gereedschap te kopen. Hier horen ze voor het eerst de geruchten over Zavac die op weg naar Limmat zou zijn.
- Limmat is de thuisstad van Lydia. Het is een zeer rijke stad door de edelsteenmijn ernaast. Deze stad wordt geplunderd en bezet door Zavac en zijn piraten.
- Raguza is de grote piratenstad, waar Hal Zavac uitdaagt
- Socorro is een stad met een grote slavenmarkt aan de Constante Zee. Hier brengt Tursgud de twaalf Aralueense slaven naartoe om ze te verkopen. Bijna het gehele vierde boek speelt zich hier af.
- Bayrath is een grote stad aan de rivier de Dan, waar de Reigers in de gevangenis zaten voor de moord op Rikard (iets wat ze niet hebben gedaan) en waaruit ze zijn ontsnapt door een schip in brand te zetten en toen iedereen aan het blussen was stiekem weg te sluipen.
- Tabork is een stad die werd veroverd door Iqbal.
- Efesa is een verlaten stad die eerst van de Toscanen was. Er is daar een hippodroom.
- Al Shabah is een stadje zo'n dertig kilometer van de kust van Arrida. Daar spreken de Reigers met Selethen over Iqbal.
- Araluen is de hoofdstad van het land Araluen. Daar is ook het kasteel van Araluen, waar koning Duncan, prinses Cassandra en commandant Crowley wonen.
- Het eiland van de Mawags is het eiland waar de Reigers in boek zes na een zware storm aanspoelen. Op dit eiland wonen in totaal ongeveer 6 stammen, waaronder de Mawags en de Spookgezichten.

### Landen
- Skandia is het thuisland van de Reigers. Het wordt bestuurd door oberjarl Erak.
- Araluen is het land van de Grijze Jagers. Het land wordt bestuurd door koning Duncan en later door kroonprinses Cassandra (Evanlyn). In het vierde boek gaan de Reigers naar Araluen.
- Kusten van de Constante Zee: hier ligt onder andere Socorro. Deze stad komt in het vierde boek voor.
- Arrida is een land ten zuiden van de Constante Zee. De Reigers zijn daar in boek vijf. Arrida wordt bestuurd door de emrikir.

### Wateren en zeeën
- Enge Zee ligt tussen Araluen, Celtica, Picta en Gallica.
- Constante Zee ligt tussen Iberion, Toscana en Arrida. Zee waar het nooit eb of vloed is, vandaar constante zee.
- Stormwitzee ligt aan de landen: Zonderland, Skandia, Teutoland en Gallica.
- de eindeloze oceaan waar het eiland van de Mawags in ligt.
- Dan is een rivier die stroomafwaarts opsplitst in 2 vertakkingen. De Noordelijke Dan mondt uit in de Stormwitzee. De Zuidelijke Dan mondt uit in de Constante Zee.